# Lissonota scabra
Lissonota scabra là một loài tò vò trong họ Ichneumonidae.